# Justin Nsengiyumva
Justin Nsengiyumva (* 1971) ist ein ruandischer Ökonom und amtierender Premierminister von Ruanda.

## Ausbildung und Karriere
Nsengiyumva besitzt einen Bachelorabschluss in Handel von der Catholic University of Eastern Africa und einen Masterabschluss in Wirtschaftspolitik und -management von der Universität Nairobi. Zudem hat einen Doktortitel in Wirtschaftswissenschaften von der University of Leicester.
Von 2005 bis 2008 war Nsengiyumva Permanent Secretary im ruandischen Ministry of Trade and Industry, wo er unter anderem Verhandlungen mit der Welthandelsorganisation (WTO), der Ostafrikanischen Gemeinschaft (EAC), dem Gemeinsamen Markt für das Östliche und Südliche Afrika (COMESA) und der International Conference on the Great Lakes Region (ICGLR) führte.
2008 wurde er Permanent Secretary im Bildungsministerium. Im selben Jahr wurde er wegen angeblicher Korruption verhaftet und später verurteilt. Von 2009 bis 2013 war er im Vereinigten Königreich als Policy and Research Development Manager bei der Flüchtlingshilfsorganisationen Refugee Action tätig. Ab April 2016 arbeitete er als leitender Wirtschaftsberater im britischen Office of Rail and Road. Er war zudem im britischen Department for Work and Pensions („Ministerium für Arbeit und Rente“) tätig.
Im März 2023 erhielt Nsengiyumva zusammen mit 380 weiteren, nicht im Zusammenhang stehenden Personen eine Begnadigung durch Präsident Paul Kagame.
Im Februar 2025 wurde er von Präsident Kagame zum Stellvertretenden Gouverneur der Nationalbank von Ruanda ernannt und gleichzeitig Soraya Hakuziyaremye zur Gouverneurin.
Am 23. Juli 2025 ernannte Präsident Kagame Nsengiyumva zum Premierminister. Er trat die Nachfolge von Édouard Ngirente an, der das Amt seit 2017 innehatte. Nsengiyumva legte am 25. Juli seinen Amtseid ab.